# Cloropentafluoruro de azufre
El cloropentafluoruro de azufre es un compuesto inorgánico de fórmula SClF5. Existe como gas incoloro a temperatura ambiente y es altamente tóxico, como la mayoría de los compuestos que contienen el grupo funcional pentafluorosulfuro (SF5). El compuesto adopta una geometría octaédrica con simetría C4v. El cloropentafluoruro de azufre es un reactivo disponible comercialmente para la adición del grupo SF5 a compuestos orgánicos.

## Obtención y preparación
El cloropentafluoruro de azufre se puede obtener haciendo reaccionar tetrafluoruro de azufre con cloro y fluoruro de potasio o fluoruro de cesio a 175 °C:
{\displaystyle \mathrm {SF_{4}+Cl_{2}+CsF\longrightarrow SClF_{5}+CsCl} }
La preparación también es posible haciendo reaccionar tetrafluoruro de azufre con monofluoruro de cloro a 380 °C:
{\displaystyle \mathrm {SF_{4}+ClF\longrightarrow SClF_{5}} }
Dado que el fluoruro de cesio actúa como catalizador, la reacción anterior puede llevarse a cabo a temperaturas más bajas.
Otra materia prima de partida puede ser el decafluoruro de diazufre, calentándolo en presencia de cloro:
{\displaystyle \mathrm {S_{2}F_{10}+Cl_{2}\longrightarrow 2\ SClF_{5}} }

## Propiedades y reactividad
En contraste con la alta reactividad y toxicidad del SF5Cl, el hexafluoruro de azufre (SF6) es inerte y no tóxico, a pesar de que tiene una fórmula química estrechamente relacionada. Esta diferencia pone de relieve la inestabilidad del enlace S-Cl en esta molécula.
El cloropentafluoruro de azufre (SClF5) es un gas incoloro y un agente oxidante fuerte. Es mucho más reactivo que el hexafluoruro de azufre (SF6) porque el enlace S-Cl es más débil que el enlace S-F. Por lo tanto, reacciona por un lado de acuerdo con los mecanismos de reacción radicales del SF6 y, por otro lado, se hidroliza mucho más fácilmente que éste.
Cuando se calienta a más de 400 °C o bajo luz UV, se descompone a través de los radicales ·SF5 en tetrafluoruro de azufre y hexafluoruro de azufre:
{\displaystyle \mathrm {2\ ClF_{5}S\longrightarrow SF_{4}+SF_{6}+Cl_{2}} }
Reacciona con hidrógeno y radiación para formar el decafluoruro de disulfuro extremadamente tóxico.
{\displaystyle \mathrm {2\ SClF_{5}+H_{2}\longrightarrow F_{5}S-SF_{5}+2\ HCl} }
El cloropentafluoruro de azufre se puede usar para introducir grupos SF5:
El SClF5 adiciona radicales libres en los enlaces dobles: 
La reacción con el propeno es catalizada por Et3B en torno a -30 °C.:
{\displaystyle \mathrm {SClF_{5}+CH_{3}-CH=CH_{2}\longrightarrow CH_{3}-CHCl=CH_{2}-SF_{5}} }
El SClF5 también reacciona con otros alquenos:
{\displaystyle \mathrm {SClF_{5}+CF_{2}=CF_{2}\longrightarrow (F_{5}S)FC-CF_{2}Cl} }